# Arrondissement électoral de Sursee
L’arrondissement électoral de Sursee (en allemand Wahlkreis Sursee) est l'un des six arrondissements électoraux du canton de Lucerne depuis le 1er janvier 2013.

## Communes
| Nom          | N° OFS | Population (décembre 2022) |
| ------------ | ------ | -------------------------- |
| Beromünster  | 1081   | +006 701,                  |
| Büron        | 1082   | +002 714,                  |
| Buttisholz   | 1083   | +003 421,                  |
| Eich         | 1084   | +001 623,                  |
| Geuensee     | 1085   | +002 878,                  |
| Grosswangen  | 1086   | +003 221,                  |
| Hildisrieden | 1088   | +002 445,                  |
| Knutwil      | 1089   | +002 373,                  |
| Mauensee     | 1091   | +001 543,                  |
| Neuenkirch   | 1093   | +007 183,                  |
| Nottwil      | 1094   | +004 091,                  |
| Oberkirch    | 1095   | +005 068,                  |
| Rickenbach   | 1097   | +003 564,                  |
| Ruswil       | 1098   | +007 305,                  |
| Schenkon     | 1099   | +003 076,                  |
| Schlierbach  | 1100   | +000986,                   |
| Sempach      | 1102   | +004 131,                  |
| Sursee       | 1103   | +010 519,                  |
| Triengen     | 1104   | +004 748,                  |
| Total        | Total  | +077 590,                  |